# Arrondissement Rethel
Das Arrondissement Rethel ist eine Verwaltungseinheit des Départements Ardennes in der französischen Region Grand Est. Unterpräfektur ist Rethel.
Im Arrondissement liegen drei Wahlkreise (Kantone) und 101 Gemeinden.

## Wahlkreise
- Kanton Château-Porcien
- Kanton Rethel
- Kanton Signy-l’Abbaye (mit 36 vom 71 Gemeinden)

## Gemeinden
Die Gemeinden des Arrondissements Rethel sind:
| 1. Acy-Romance (08001)             | 2. Aire (08004)                      | 3. Alincourt (08005)                    | 4. Amagne (08008)                   |
| 5. Ambly-Fleury (08010)            | 6. Annelles (08014)                  | 7. Arnicourt (08021)                    | 8. Asfeld (08024)                   |
| 9. Auboncourt-Vauzelles (08027)    | 10. Aussonce (08032)                 | 11. Avançon (08038)                     | 12. Avaux (08039)                   |
| 13. Balham (08044)                 | 14. Banogne-Recouvrance (08046)      | 15. Barby (08048)                       | 16. Bergnicourt (08060)             |
| 17. Bertoncourt (08062)            | 18. Biermes (08064)                  | 19. Bignicourt (08066)                  | 20. Blanzy-la-Salonnaise (08070)    |
| 21. Brienne-sur-Aisne (08084)      | 22. Chappes (08102)                  | 23. Château-Porcien (08107)             | 24. Chaumont-Porcien (08113)        |
| 25. Chesnois-Auboncourt (08117)    | 26. Condé-lès-Herpy (08126)          | 27. Corny-Machéroménil (08132)          | 28. Coucy (08133)                   |
| 29. Doumely-Bégny (08143)          | 30. Doux (08144)                     | 31. Draize (08146)                      | 32. Écly (08150)                    |
| 33. Faissault (08163)              | 34. Faux (08165)                     | 35. Fraillicourt (08178)                | 36. Givron (08192)                  |
| 37. Gomont (08195)                 | 38. Grandchamp (08196)               | 39. Hagnicourt (08205)                  | 40. Hannogne-Saint-Rémy (08210)     |
| 41. Hauteville (08219)             | 42. Herpy-l’Arlésienne (08225)       | 43. Houdilcourt (08229)                 | 44. Inaumont (08234)                |
| 45. Juniville (08239)              | 46. Justine-Herbigny (08240)         | 47. La Neuville-en-Tourne-à-Fuy (08320) | 48. La Neuville-lès-Wasigny (08323) |
| 49. La Romagne (08369)             | 50. Le Châtelet-sur-Retourne (08111) | 51. Le Thour (08451)                    | 52. L’Écaille (08148)               |
| 53. Lucquy (08262)                 | 54. Ménil-Annelles (08286)           | 55. Ménil-Lépinois (08287)              | 56. Mesmont (08288)                 |
| 57. Mont-Laurent (08306)           | 58. Montmeillant (08307)             | 59. Nanteuil-sur-Aisne (08313)          | 60. Neuflize (08314)                |
| 61. Neuvizy (08324)                | 62. Novion-Porcien (08329)           | 63. Novy-Chevrières (08330)             | 64. Perthes (08339)                 |
| 65. Poilcourt-Sydney (08340)       | 66. Puiseux (08348)                  | 67. Remaucourt (08356)                  | 68. Renneville (08360)              |
| 69. Rethel (08362)                 | 70. Rocquigny (08366)                | 71. Roizy (08368)                       | 72. Rubigny (08372)                 |
| 73. Saint-Fergeux (08380)          | 74. Saint-Germainmont (08381)        | 75. Saint-Jean-aux-Bois (08382)         | 76. Saint-Loup-en-Champagne (08386) |
| 77. Saint-Quentin-le-Petit (08396) | 78. Saint-Remy-le-Petit (08397)      | 79. Saulces-Monclin (08402)             | 80. Sault-lès-Rethel (08403)        |
| 81. Sault-Saint-Remy (08404)       | 82. Seraincourt (08413)              | 83. Sery (08415)                        | 84. Seuil (08416)                   |
| 85. Sévigny-Waleppe (08418)        | 86. Son (08426)                      | 87. Sorbon (08427)                      | 88. Sorcy-Bauthémont (08428)        |
| 89. Tagnon (08435)                 | 90. Taizy (08438)                    | 91. Thugny-Trugny (08452)               | 92. Vaux-lès-Rubigny (08465)        |
| 93. Vaux-Montreuil (08467)         | 94. Viel-Saint-Remy (08472)          | 95. Vieux-lès-Asfeld (08473)            | 96. Villers-devant-le-Thour (08476) |
| 97. Villers-le-Tourneur (08479)    | 98. Ville-sur-Retourne (08484)       | 99. Wagnon (08496)                      | 100. Wasigny (08499)                |
| 101. Wignicourt (08500)            |                                      |                                         |                                     |